# Seznam dílů seriálu Můj malý Pony: Přátelství je magické
Toto je seznam dílů seriálu Můj malý Pony: Přátelství je magické.

## Přehled řad
| Řada    | Díly    | Premiéra v USA     | Premiéra v USA     | Premiéra v ČR     | Premiéra v ČR      |
| Řada    | Díly    | První díl          | Poslední díl       | První díl         | Poslední díl       |
| ------- | ------- | ------------------ | ------------------ | ----------------- | ------------------ |
| 1       | 26      | 10. října 2010     | 6. května 2011     | vysíláno          | vysíláno           |
| 2       | 26      | 17. září 2011      | 21. dubna 2012     | vysíláno          | vysíláno           |
| 3       | 13      | 10. listopadu 2012 | 16. února 2013     | 5. prosince 2013  | 8. prosince 2013   |
| 4       | 26      | 23. listopadu 2013 | 10. května 2014    | 14. února 2015    | 25. února 2015     |
| 5       | 26      | 4. dubna 2015      | 28. listopadu 2015 | 2. dubna 2016     | 30. dubna 2016     |
| 6       | 26      | 26. března 2016    | 22. října 2016     | 20. srpna 2016    | vysíláno           |
| 7       | 26      | 15. dubna 2017     | 28. října 2017     | 14. října 2017    | 25. listopadu 2017 |
| Film    | Film    | 6. října 2017      | 6. října 2017      | 12. října 2017    | 12. října 2017     |
| 8       | 26      | 24. března 2018    | 13. října 2018     | 10. ledna 2019    | 25. února 2019     |
| Speciál | Speciál | 27. října 2018     | 27. října 2018     | 24. prosince 2019 | 24. prosince 2019  |
| 9       | 26      | 6. dubna 2019      | 12. října 2019     | nebylo vysíláno   | nebylo vysíláno    |
| Speciál | Speciál | 29. června 2019    | 29. června 2019    | 4. ledna 2020     | 4. ledna 2020      |

## Seznam dílů

### První řada (2010–2011)
| Č. v seriálu | Č. v řadě | Původní název                                    | Český název             | Režie                                      | Scénář                            | Premiéra v USA (The Hub / Hub Network) | Premiéra v ČR |
| ------------ | --------- | ------------------------------------------------ | ----------------------- | ------------------------------------------ | --------------------------------- | -------------------------------------- | ------------- |
| 1            | 1         | Friendship Is Magic (Part 1) Mare in the Moon    | Přátelství je magické   | Jayson Thiessen (spolurežie James Wootton) | Lauren Faust                      | 10. října 2010                         | vysíláno      |
| 2            | 2         | Friendship Is Magic (Part 2) Elements of Harmony | Přátelství je magické   | Jayson Thiessen (spolurežie James Wootton) | Lauren Faust                      | 22. října 2010                         | vysíláno      |
| 3            | 3         | The Ticket Master                                | Dvě vstupenky           | Jayson Thiessen (spolurežie James Wootton) | Amy Keating Rogers a Lauren Faust | 29. října 2010                         | vysíláno      |
| 4            | 4         | Applebuck Season                                 | Sezóna jablkočesání     | Jayson Thiessen (spolurežie James Wootton) | Amy Keating Rogers                | 5. listopadu 2010                      | vysíláno      |
| 5            | 5         | Griffon the Brush-Off                            | Stará grifoní kamarádka | Jayson Thiessen (spolurežie James Wootton) | Cindy Morrow                      | 12. listopadu 2010                     | vysíláno      |
| 6            | 6         | Boast Busters                                    | Chlubilka               | Jayson Thiessen (spolurežie James Wootton) | Chris Savino                      | 19. listopadu 2010                     | vysíláno      |
| 7            | 7         | Dragonshy                                        | Strach z draků          | Jayson Thiessen (spolurežie James Wootton) | Meghan McCarthy                   | 26. listopadu 2010                     | vysíláno      |
| 8            | 8         | Look Before You Sleep                            | Dvakrát měř, jednou řež | Jayson Thiessen (spolurežie James Wootton) | Charlotte Fullerton               | 3. prosince 2010                       | vysíláno      |
| 9            | 9         | Bridle Gossip                                    | Klepy                   | Jayson Thiessen (spolurežie James Wootton) | Amy Keating Rogers                | 10. prosince 2010                      | vysíláno      |
| 10           | 10        | Swarm of the Century                             | Roj století             | Jayson Thiessen (spolurežie James Wootton) | M.A. Larson                       | 17. prosince 2010                      | vysíláno      |
| 11           | 11        | Winter Wrap Up                                   | Uzavírání zimy          | Jayson Thiessen (spolurežie James Wootton) | Cindy Morrow                      | 24. prosince 2010                      | vysíláno      |
| 12           | 12        | Call of the Cutie                                | Osobní značka           | Jayson Thiessen (spolurežie James Wootton) | Meghan McCarthy                   | 7. ledna 2011                          | vysíláno      |
| 13           | 13        | Fall Weather Friends                             | Lístkový závod          | Jayson Thiessen (spolurežie James Wootton) | Amy Keating Rogers                | 28. ledna 2011                         | vysíláno      |
| 14           | 14        | Suited for Success                               | Módní přehlídka         | Jayson Thiessen (spolurežie James Wootton) | Charlotte Fullerton               | 4. února 2011                          | vysíláno      |
| 15           | 15        | Feeling Pinkie Keen                              | Pinkijiny předtuchy     | Jayson Thiessen (spolurežie James Wootton) | Dave Polsky                       | 11. února 2011                         | vysíláno      |
| 16           | 16        | Sonic Rainboom                                   | Duhové jiskření         | Jayson Thiessen (spolurežie James Wootton) | M.A. Larson                       | 18. února 2011                         | vysíláno      |
| 17           | 17        | Stare Master                                     | Umění pohledu           | Jayson Thiessen (spolurežie James Wootton) | Chris Savino                      | 25. února 2011                         | vysíláno      |
| 18           | 18        | The Show Stoppers                                | Soutěž talentů          | Jayson Thiessen (spolurežie James Wootton) | Cindy Morrow                      | 4. března 2011                         | vysíláno      |
| 19           | 19        | A Dog and Pony Show                              | Psi versus poníci       | Jayson Thiessen (spolurežie James Wootton) | Amy Keating Rogers                | 11. března 2011                        | vysíláno      |
| 20           | 20        | Green Isn't Your Color                           | Svět módy               | Jayson Thiessen (spolurežie James Wootton) | Meghan McCarthy                   | 18. března 2011                        | vysíláno      |
| 21           | 21        | Over a Barrel                                    | V úzkých                | Jayson Thiessen (spolurežie James Wootton) | Dave Polsky                       | 25. března 2011                        | vysíláno      |
| 22           | 22        | A Bird in the Hoof                               | Ptačí pacient           | Jayson Thiessen (spolurežie James Wootton) | Charlotte Fullerton               | 8. dubna 2011                          | vysíláno      |
| 23           | 23        | The Cutie Mark Chronicles                        | Jak získat znaménko     | Jayson Thiessen (spolurežie James Wootton) | M.A. Larson                       | 15. dubna 2011                         | vysíláno      |
| 24           | 24        | Owl's Well That Ends Well                        | Žárlivý drak            | Jayson Thiessen (spolurežie James Wootton) | Cindy Morrow                      | 22. dubna 2011                         | vysíláno      |
| 25           | 25        | Party of One                                     | Narozeninová oslava     | Jayson Thiessen (spolurežie James Wootton) | Meghan McCarthy                   | 29. dubna 2011                         | vysíláno      |
| 26           | 26        | The Best Night Ever                              | Nejlepší večer ze všech | Jayson Thiessen (spolurežie James Wootton) | Amy Keating Rogers                | 6. května 2011                         | vysíláno      |

### Druhá řada (2011–2012)
| Č. v seriálu | Č. v řadě | Původní název                       | Český název                | Režie           | Scénář                                                  | Premiéra v USA (The Hub / Hub Network) | Premiéra v ČR |
| ------------ | --------- | ----------------------------------- | -------------------------- | --------------- | ------------------------------------------------------- | -------------------------------------- | ------------- |
| 27           | 1         | The Return of Harmony (Part 1)      | Návrat Harmonie            | Jayson Thiessen | M.A. Larson                                             | 17. září 2011                          | vysíláno      |
| 28           | 2         | The Return of Harmony (Part 2)      | Návrat Harmonie            | Jayson Thiessen | M.A. Larson                                             | 24. září 2011                          | vysíláno      |
| 29           | 3         | Lesson Zero                         | Lekce nula                 | James Wootton   | Meghan McCarthy                                         | 15. října 2011                         | vysíláno      |
| 30           | 4         | Luna Eclipsed                       | Zatmění měsíce             | James Wootton   | M.A. Larson                                             | 22. října 2011                         | vysíláno      |
| 31           | 5         | Sisterhooves Social                 | Turnaj sesterských kopyt   | James Wootton   | Cindy Morrow                                            | 5. listopadu 2011                      | vysíláno      |
| 32           | 6         | The Cutie Pox                       | Značkové neštovice         | James Wootton   | Amy Keating Rogers                                      | 12. listopadu 2011                     | vysíláno      |
| 33           | 7         | May the Best Pet Win!               | Nejlepší mazlíček vyhraje  | James Wootton   | Charlotte Fullerton                                     | 19. listopadu 2011                     | vysíláno      |
| 34           | 8         | The Mysterious Mare Do Well         | Záhadná klisna prospěšná   | James Wootton   | Merriwether Williams                                    | 26. listopadu 2011                     | vysíláno      |
| 35           | 9         | Sweet and Elite                     | Patřit mezi elitu          | James Wootton   | Meghan McCarthy                                         | 3. prosince 2011                       | vysíláno      |
| 36           | 10        | Secret of My Excess                 | Tajemství mé nemírnosti    | James Wootton   | M.A. Larson                                             | 10. prosince 2011                      | vysíláno      |
| 37           | 11        | Hearth's Warming Eve                | Srdce hřejivý večer        | James Wootton   | Merriwether Williams                                    | 17. prosince 2011                      | vysíláno      |
| 38           | 12        | Family Appreciation Day             | Rodiče ve škole            | James Wootton   | Cindy Morrow                                            | 7. ledna 2012                          | vysíláno      |
| 39           | 13        | Baby Cakes                          | Malí Cakeovi               | James Wootton   | Charlotte Fullerton                                     | 14. ledna 2012                         | vysíláno      |
| 40           | 14        | The Last Roundup                    | Poslední výprava           | James Wootton   | Amy Keating Rogers                                      | 21. ledna 2012                         | vysíláno      |
| 41           | 15        | The Super Speedy Cider Squeezy 6000 | Super rychlý jablečný lis  | James Wootton   | M.A. Larson                                             | 28. ledna 2012                         | vysíláno      |
| 42           | 16        | Read It and Weep                    | Kniha jedním dechem        | James Wootton   | Cindy Morrow                                            | 4. února 2012                          | vysíláno      |
| 43           | 17        | Hearts and Hooves Day               | Den srdcí a kopýtek        | James Wootton   | Meghan McCarthy                                         | 11. února 2012                         | vysíláno      |
| 44           | 18        | A Friend in Deed                    | Ztracený přítel            | James Wootton   | Amy Keating Rogers                                      | 18. února 2012                         | vysíláno      |
| 45           | 19        | Putting Your Hoof Down              | Umět být průbojná          | James Wootton   | námět: Charlotte Fullerton scénář: Merriwether Williams | 3. března 2012                         | vysíláno      |
| 46           | 20        | It's About Time                     | Čas                        | James Wootton   | M.A. Larson                                             | 10. března 2012                        | vysíláno      |
| 47           | 21        | Dragon Quest                        | Dračí výprava              | James Wootton   | Merriwether Williams                                    | 17. března 2012                        | vysíláno      |
| 48           | 22        | Hurricane Fluttershy                | Hurikán Fluttershy         | James Wootton   | Cindy Morrow                                            | 24. března 2012                        | vysíláno      |
| 49           | 23        | Ponyville Confidential              | Ponyvillské drby           | James Wootton   | M.A. Larson                                             | 31. března 2012                        | vysíláno      |
| 50           | 24        | MMMystery on the Friendship Express | Záhada rychlíku přátelství | James Wootton   | Amy Keating Rogers                                      | 7. dubna 2012                          | vysíláno      |
| 51           | 25        | A Canterlot Wedding (Part 1)        | Canterlotská svatba        | James Wootton   | Meghan McCarthy                                         | 21. dubna 2012                         | vysíláno      |
| 52           | 26        | A Canterlot Wedding (Part 2)        | Canterlotská svatba        | James Wootton   | Meghan McCarthy                                         | 21. dubna 2012                         | vysíláno      |

### Třetí řada (2012–2013)
| Č. v seriálu | Č. v řadě | Původní název               | Český název                    | Režie         | Scénář                                          | Premiéra v USA (The Hub / Hub Network) | Premiéra v ČR |
| ------------ | --------- | --------------------------- | ------------------------------ | ------------- | ----------------------------------------------- | -------------------------------------- | ------------- |
| 53           | 1         | The Crystal Empire (Part 1) | Křišťálové království          | James Wootton | Meghan McCarthy                                 | 10. listopadu 2012                     |               |
| 54           | 2         | The Crystal Empire (Part 2) | Křišťálové království          | James Wootton | Meghan McCarthy                                 | 10. listopadu 2012                     |               |
| 55           | 3         | Too Many Pinkie Pies        | Pinkie Pie nastokrát           | James Wootton | Dave Polsky                                     | 17. listopadu 2012                     |               |
| 56           | 4         | One Bad Apple               | Shnilé jablko                  | James Wootton | Cindy Morrow                                    | 24. listopadu 2012                     |               |
| 57           | 5         | Magic Duel                  | Souboj kouzel                  | James Wootton | M.A. Larson                                     | 1. prosince 2012                       |               |
| 58           | 6         | Sleepless in Ponyville      | Nespavec z Ponyvillu           | James Wootton | Corey Powell                                    | 8. prosince 2012                       |               |
| 59           | 7         | Wonderbolts Academy         | Akademie Wonderbolt            | James Wootton | Merriwether Williams                            | 15. prosince 2012                      |               |
| 60           | 8         | Apple Family Reunion        | Rodinné setkání                | James Wootton | Cindy Morrow                                    | 22. prosince 2012                      |               |
| 61           | 9         | Spike at Your Service       | Spike k vašim službám          | James Wootton | námět: Dave Polsky scénář: Merriwether Williams | 29. prosince 2012                      |               |
| 62           | 10        | Keep Calm and Flutter On    | Fluttershyina dračí polepšovna | James Wootton | námět: Teddy Antonio scénář: Dave Polsky        | 19. ledna 2013                         |               |
| 63           | 11        | Just for Sidekicks          | Výpomoc                        | James Wootton | Corey Powell                                    | 26. ledna 2013                         |               |
| 64           | 12        | Games Ponies Play           | Jak si hrají poníci            | James Wootton | Dave Polsky                                     | 9. února 2013                          |               |
| 65           | 13        | Magical Mystery Cure        | Jak opravit kouzlo             | James Wootton | M.A. Larson                                     | 16. února 2013                         |               |

### Čtvrtá řada (2013–2014)
| Č. v seriálu | Č. v řadě | Původní název                      | Český název              | Režie                                   | Scénář                                               | Premiéra v USA (The Hub / Hub Network) | Premiéra v ČR |
| ------------ | --------- | ---------------------------------- | ------------------------ | --------------------------------------- | ---------------------------------------------------- | -------------------------------------- | ------------- |
| 66           | 1         | Princess Twilight Sparkle (Part 1) | Princezna Twilight       | Jayson Thiessen (spolurežie Jim Miller) | Meghan McCarthy                                      | 23. listopadu 2013                     |               |
| 67           | 2         | Princess Twilight Sparkle (Part 2) | Princezna Twilight       | Jayson Thiessen (spolurežie Jim Miller) | Meghan McCarthy                                      | 23. listopadu 2013                     |               |
| 68           | 3         | Castle Mane-ia                     | Hradní symponie          | Jayson Thiessen (spolurežie Jim Miller) | Josh Haber                                           | 30. listopadu 2013                     |               |
| 69           | 4         | Daring Don't                       | Daring Do zkázy          | Jayson Thiessen (spolurežie Jim Miller) | Dave Polsky                                          | 7. prosince 2013                       |               |
| 70           | 5         | Flight to the Finish               | Let k cíli               | Jayson Thiessen (spolurežie Jim Miller) | Ed Valentine                                         | 14. prosince 2013                      |               |
| 71           | 6         | Power Ponies                       | Super pony               | Jayson Thiessen (spolurežie Jim Miller) | Meghan McCarthy, Charlotte Fullerton a Betsy McGowen | 21. prosince 2013                      |               |
| 72           | 7         | Bats!                              | Žraví netopýři           | Jayson Thiessen (spolurežie Jim Miller) | Merriwether Williams                                 | 28. prosince 2013                      |               |
| 73           | 8         | Rarity Takes Manehattan            | Rarity dobývá Manehattan | Jayson Thiessen (spolurežie Jim Miller) | Dave Polsky                                          | 4. ledna 2014                          |               |
| 74           | 9         | Pinkie Apple Pie                   | Pinkie Apple Pie         | Jayson Thiessen (spolurežie Jim Miller) | Natasha Levinger                                     | 11. ledna 2014                         |               |
| 75           | 10        | Rainbow Falls                      | Rainbowino váhání        | Jayson Thiessen (spolurežie Jim Miller) | Corey Powell                                         | 18. ledna 2014                         |               |
| 76           | 11        | Three's a Crowd                    | Tři je moc               | Jayson Thiessen (spolurežie Jim Miller) | Meghan McCarthy a Ed Valentine                       | 25. ledna 2014                         |               |
| 77           | 12        | Pinkie Pride                       | Pinkie párty             | Jayson Thiessen (spolurežie Jim Miller) | námět: Jayson Thiessen scénář: Amy Keating Rogers    | 1. února 2014                          |               |
| 78           | 13        | Simple Ways                        | Zpět k počátkům          | Jayson Thiessen (spolurežie Jim Miller) | Josh Haber                                           | 8. února 2014                          |               |
| 79           | 14        | Filli Vanilli                      | Pony Tóny                | Jayson Thiessen (spolurežie Jim Miller) | Amy Keating Rogers                                   | 15. února 2014                         |               |
| 80           | 15        | Twilight Time                      | Twilightění              | Jayson Thiessen (spolurežie Jim Miller) | Dave Polsky                                          | 22. února 2014                         |               |
| 81           | 16        | It Ain't Easy Being Breezies       | Vánečci ve vánku         | Jayson Thiessen (spolurežie Jim Miller) | Natasha Levinger                                     | 1. března 2014                         |               |
| 82           | 17        | Somepony to Watch Over Me          | Kdo tě hlídá, když ne já | Jayson Thiessen (spolurežie Jim Miller) | Scott Sonneborn                                      | 8. března 2014                         |               |
| 83           | 18        | Maud Pie                           | Maud Pie                 | Jayson Thiessen (spolurežie Jim Miller) | Noelle Benvenuti                                     | 15. března 2014                        |               |
| 84           | 19        | For Whom the Sweetie Belle Toils   | Zrádce nebo hrdina       | Jayson Thiessen (spolurežie Jim Miller) | Dave Polsky                                          | 22. března 2014                        |               |
| 85           | 20        | Leap of Faith                      | Víra hory přenáší        | Jayson Thiessen (spolurežie Jim Miller) | Josh Haber                                           | 29. března 2014                        |               |
| 86           | 21        | Testing Testing 1, 2, 3            | Ten test je trest        | Jayson Thiessen (spolurežie Jim Miller) | Amy Keating Rogers                                   | 5. dubna 2014                          |               |
| 87           | 22        | Trade Ya!                          | Plácneme si              | Jayson Thiessen (spolurežie Jim Miller) | Scott Sonneborn                                      | 19. dubna 2014                         |               |
| 88           | 23        | Inspiration Manifestation          | Zhmotnění inspirace      | Jayson Thiessen (spolurežie Jim Miller) | Corey Powell a Meghan McCarthy                       | 26. dubna 2014                         |               |
| 89           | 24        | Equestria Games                    | Equestrijské hry         | Jayson Thiessen (spolurežie Jim Miller) | Dave Polsky                                          | 3. května 2014                         |               |
| 90           | 25        | Twilight's Kingdom (Part 1)        | Twilightino království   | Jayson Thiessen (spolurežie Jim Miller) | Meghan McCarthy                                      | 10. května 2014                        |               |
| 91           | 26        | Twilight's Kingdom (Part 2)        | Twilightino království   | Jayson Thiessen (spolurežie Jim Miller) | Meghan McCarthy                                      | 10. května 2014                        |               |

### Pátá řada (2015)
| Č. v seriálu | Č. v řadě | Původní název                       | Český název                           | Režie                                   | Scénář | Premiéra v USA (Discovery Family) | Premiéra v ČR |
| ------------ | --------- | ----------------------------------- | ------------------------------------- | --------------------------------------- | --- | --------------------------------- | ------------- |
| 92           | 1         | The Cutie Map (Part 1)              | Mapa znamení                          | Jayson Thiessen (spolurežie Jim Miller) | námět: Meghan McCarthy scénář: Scott Sonneborn a M.A. Larson                                               | 4. dubna 2015                     |               |
| 93           | 2         | The Cutie Map (Part 2)              | Mapa znamení                          | Jayson Thiessen (spolurežie Jim Miller) | námět: Meghan McCarthy scénář: Scott Sonneborn a M.A. Larson                                               | 4. dubna 2015                     |               |
| 94           | 3         | Castle Sweet Castle                 | Hrádek sladký hrádek                  | Jim Miller                              | Joanna Lewis a Kristine Songco                                                                             | 11. dubna 2015                    |               |
| 95           | 4         | Bloom & Gloom                       | Bloomin splín                         | Jim Miller                              | Josh Haber                                                                                                 | 18. dubna 2015                    |               |
| 96           | 5         | Tanks for the Memories              | Tank jde do hajan                     | Jim Miller                              | Cindy Morrow                                                                                               | 25. dubna 2015                    |               |
| 97           | 6         | Appleoosa's Most Wanted             | Po kopyta v bryndě                    | Jim Miller                              | Dave Polsky                                                                                                | 2. května 2015                    |               |
| 98           | 7         | Make New Friends but Keep Discord   | Měj si přátele, ale Discorda nezatrať | Jim Miller                              | Natasha Levinger                                                                                           | 16. května 2015                   |               |
| 99           | 8         | The Lost Treasure of Griffonstone   | Ztracený poklad z Griffonstonu        | Jim Miller                              | Amy Keating Rogers                                                                                         | 23. května 2015                   |               |
| 100          | 9         | Slice of Life                       | Jak chutná život                      | Jim Miller                              | M.A. Larson                                                                                                | 13. června 2015                   |               |
| 101          | 10        | Princess Spike                      | Princezna Spika                       | Jim Miller                              | námět: Jayson Thiessen a Jim Miller scénář: Neal Dusedau                                                   | 20. června 2015                   |               |
| 102          | 11        | Party Pooped                        | Nepovedený večírek                    | Jim Miller                              | námět: Jayson Thiessen a Jim Miller scénář: Nick Confalone                                                 | 27. června 2015                   |               |
| 103          | 12        | Amending Fences                     | Látání děr                            | Jim Miller                              | M.A. Larson                                                                                                | 4. července 2015                  |               |
| 104          | 13        | Do Princesses Dream of Magic Sheep? | Sny princezny o kouzelných ovečkách   | Jim Miller                              | námět: Jayson Thiessen a Jim Miller scénář: Scott Sonneborn                                                | 11. července 2015                 |               |
| 105          | 14        | Canterlot Boutique                  | Butik Canterlotu                      | Denny Lu                                | Amy Keating Rogers                                                                                         | 12. září 2015                     |               |
| 106          | 15        | Rarity Investigates!                | Rarity pátrá vyšetřuje                | Denny Lu                                | námět: Meghan McCarthy, M.A. Larson, Joanna Lewis a Kristine Songco scénář: Joanna Lewis a Kristine Songco | 19. září 2015                     |               |
| 107          | 16        | Made in Manehattan                  | Mapa Manehattanu                      | Denny Lu                                | Noelle Benvenuti                                                                                           | 26. září 2015                     |               |
| 108          | 17        | Brotherhooves Social                | Sesterklání                           | Denny Lu                                | Dave Polsky                                                                                                | 3. října 2015                     |               |
| 109          | 18        | Crusaders of the Lost Mark          | Klub věrných Cutie marks              | Denny Lu                                | Amy Keating Rogers                                                                                         | 10. října 2015                    |               |
| 110          | 19        | The One Where Pinkie Pie Knows      | Pinkie to ví                          | Denny Lu                                | Gillian M. Berrow                                                                                          | 17. října 2015                    |               |
| 111          | 20        | Hearthbreakers                      | Šťastné a útulné                      | Denny Lu                                | Nick Confalone                                                                                             | 24. října 2015                    |               |
| 112          | 21        | Scare Master                        | Mistr strachu                         | Denny Lu                                | Natasha Levinger                                                                                           | 31. října 2015                    |               |
| 113          | 22        | What About Discord?                 | A co Discord?                         | Denny Lu                                | Neal Dusedau                                                                                               | 7. listopadu 2015                 |               |
| 114          | 23        | The Hooffields and McColts          | Hooffieldovi a McColtovi              | Denny Lu                                | Joanna Lewis a Kristine Songco                                                                             | 14. listopadu 2015                |               |
| 115          | 24        | The Mane Attraction                 | Úhlavní atrakce                       | Denny Lu                                | Amy Keating Rogers                                                                                         | 21. listopadu 2015                |               |
| 116          | 25        | The Cutie Re-Mark (Part 1)          | Zpřetrhaná pouta                      | Denny Lu                                | Josh Haber                                                                                                 | 28. listopadu 2015                |               |
| 117          | 26        | The Cutie Re-Mark (Part 2)          | Zpřetrhaná pouta                      | Denny Lu                                | Josh Haber                                                                                                 | 28. listopadu 2015                |               |

### My Little Pony Film(2017)
| Původní název             | Český název         | Režie           | Scénář                                                                                     | Premiéra          | Premiéra v USA | Premiéra v ČR  |
| ------------------------- | ------------------- | --------------- | ------------------------------------------------------------------------------------------ | ----------------- | -------------- | -------------- |
| My Little Pony: The Movie | My Little Pony Film | Jayson Thiessen | námět: Meghan McCarthy a Joe Ballarini scénář: Meghan McCarthy, Rita Hsiao a Michael Vogel | 24. července 2017 | 6. října 2017  | 12. října 2017 |

### Osmá řada (2018)
| Č. v seriálu | Č. v řadě | Původní název               | Český název                    | Režie                 | Scénář                          | Premiéra v USA (Discovery Family) | Premiéra v ČR  |
| ------------ | --------- | --------------------------- | ------------------------------ | --------------------- | ------------------------------- | --------------------------------- | -------------- |
| 170          | 1         | School Daze (Part 1)        | Školní mámení                  | Denny Lu a Mike Myhre | Michael Vogel a Nicole Dubuc    | 24. března 2018                   | 10. ledna 2019 |
| 171          | 2         | School Daze (Part 2)        | Školní mámení                  | Denny Lu a Mike Myhre | Michael Vogel a Nicole Dubuc    | 24. března 2018                   | 14. ledna 2019 |
| 172          | 3         | The Maud Couple             | Páreček                        | Denny Lu a Mike Myhre | Nick Confalone                  | 31. března 2018                   | 15. ledna 2019 |
| 173          | 4         | Fake It 'Til You Make It    | Ukaž, co v sobě máš            | Denny Lu a Mike Myhre | Josh Hamilton                   | 7. dubna 2018                     | 16. ledna 2019 |
| 174          | 5         | Grannies Gone Wild          | Rozdivočelé babči              | Denny Lu a Mike Myhre | Gillian M. Berrow               | 14. dubna 2018                    | 17. ledna 2019 |
| 175          | 6         | Surf and/or Turf            | Na moře anebo na hoře          | Denny Lu a Mike Myhre | Brian Hohlfeld                  | 21. dubna 2018                    | 21. ledna 2019 |
| 176          | 7         | Horse Play                  | Zkoněná hra                    | Denny Lu a Mike Myhre | Kaita Mpambara                  | 28. dubna 2018                    | 22. ledna 2019 |
| 177          | 8         | The Parent Map              | Rodičovská mapa                | Denny Lu a Mike Myhre | Dave Rapp                       | 5. května 2018                    | 23. ledna 2019 |
| 178          | 9         | Non-Compete Clause          | Nesoutěžní výlet               | Denny Lu a Mike Myhre | Kim Beyer-Johnson               | 12. května 2018                   | 24. ledna 2019 |
| 179          | 10        | The Break Up Breakdown      | Rozchodit rozchod              | Denny Lu a Mike Myhre | Nick Confalone                  | 19. května 2018                   | 28. ledna 2019 |
| 180          | 11        | Molt Down                   | Já z toho vyrostu              | Denny Lu a Mike Myhre | Josh Haber                      | 26. května 2018                   | 29. ledna 2019 |
| 181          | 12        | Marks for Effort            | Body za snahu                  | Denny Lu a Mike Myhre | Nicole Dubuc                    | 2. června 2018                    | 30. ledna 2019 |
| 182          | 13        | The Mean 6                  | Zlá šestka                     | Denny Lu a Mike Myhre | Michael Vogel                   | 9. června 2018                    | 31. ledna 2019 |
| 183          | 14        | A Matter of Principals      | Ředitelská záležitost          | Denny Lu a Mike Myhre | Nicole Dubuc                    | 4. srpna 2018                     | 4. února 2019  |
| 184          | 15        | The Hearth's Warming Club   | Klub útulnoc                   | Denny Lu a Mike Myhre | Brian Hohlfeld                  | 4. srpna 2018                     | 5. února 2019  |
| 185          | 16        | Friendship University       | Univerzita přátelství          | Denny Lu a Mike Myhre | Chris "Doc" Wyatt a Kevin Burke | 11. srpna 2018                    | 6. února 2019  |
| 186          | 17        | The End in Friend           | Konec přátelství               | Denny Lu a Mike Myhre | Gillian M. Berrow               | 18. srpna 2018                    | 7. února 2019  |
| 187          | 18        | Yakity-Sax                  | Jako fonifouk                  | Denny Lu a Mike Myhre | Michael P. Fox a Wil Fox        | 25. srpna 2018                    | 11. února 2019 |
| 188          | 19        | Road to Friendship          | Cesta k přátelství             | Denny Lu a Mike Myhre | Josh Haber                      | 1. září 2018                      | 12. února 2019 |
| 189          | 20        | The Washouts                | Vymytí                         | Denny Lu a Mike Myhre | Nick Confalone                  | 8. září 2018                      | 13. února 2019 |
| 190          | 21        | A Rockhoof and a Hard Place | Rockhoof a těžké hledání místa | Denny Lu a Mike Myhre | Kaita Mpambara                  | 15. září 2018                     | 14. února 2019 |
| 191          | 22        | What Lies Beneath           | Co se skrývá dole              | Denny Lu a Mike Myhre | Michael Vogel                   | 22. září 2018                     | 18. února 2019 |
| 192          | 23        | Sounds of Silence           | Zvuky ticha                    | Denny Lu a Mike Myhre | Gregory Bonsignore              | 29. září 2018                     | 19. února 2019 |
| 193          | 24        | Father Knows Beast          | Být jako táta                  | Denny Lu a Mike Myhre | Josh Haber                      | 6. října 2018                     | 20. února 2019 |
| 194          | 25        | School Raze (Part 1)        | Školní ukončení                | Denny Lu a Mike Myhre | Nicole Dubuc                    | 13. října 2018                    | 21. února 2019 |
| 195          | 26        | School Raze (Part 2)        | Školní ukončení                | Denny Lu a Mike Myhre | Josh Haber                      | 13. října 2018                    | 25. února 2019 |

### My Little Pony: Best Gift Ever(2018)
| Původní název                  | Český název                            | Režie                 | Scénář        | Premiéra v USA | Premiéra v ČR     |
| ------------------------------ | -------------------------------------- | --------------------- | ------------- | -------------- | ----------------- |
| My Little Pony: Best Gift Ever | Můj Malý Pony: Nejlepší dárek na světě | Denny Lu a Mike Myhre | Michael Vogel | 27. října 2018 | 24. prosince 2019 |

### Devátá řada (2019)
V Česku se tato řada nevysílala.
| Č. v seriálu | Č. v řadě | Původní název                     | Režie                 | Scénář | Premiéra v USA (Discovery Family) |
| ------------ | --------- | --------------------------------- | --------------------- | --- | --------------------------------- |
| 197          | 1         | The Beginning of the End (Part 1) | Denny Lu a Mike Myhre | Joanna Lewis a Kristine Songco                                                                                           | 6. dubna 2019                     |
| 198          | 2         | The Beginning of the End (Part 2) | Denny Lu a Mike Myhre | Joanna Lewis a Kristine Songco                                                                                           | 6. dubna 2019                     |
| 199          | 3         | Uprooted                          | Denny Lu a Mike Myhre | Nicole Dubuc | 13. dubna 2019                    |
| 200          | 4         | Sparkle's Seven                   | Denny Lu a Mike Myhre | námět: Ashleigh Ball, Andrea Libman, Tabitha St. Germain, Tara Strong a Cathy Weseluck scénář: Josh Haber a Nicole Dubuc | 20. dubna 2019                    |
| 201          | 5         | The Point of No Return            | Denny Lu a Mike Myhre | Gillian M. Berrow | 27. dubna 2019                    |
| 202          | 6         | Common Ground                     | Denny Lu a Mike Myhre | Josh Haber | 4. května 2019                    |
| 203          | 7         | She's All Yak                     | Denny Lu a Mike Myhre | Brian Hohlfeld | 11. května 2019                   |
| 204          | 8         | Frenemies                         | Denny Lu a Mike Myhre | Michael Vogel | 18. května 2019                   |
| 205          | 9         | Sweet and Smoky                   | Denny Lu a Mike Myhre | Kim Beyer-Johnson | 25. května 2019                   |
| 206          | 10        | Going to Seed                     | Denny Lu a Mike Myhre | Dave Rapp | 1. června 2019                    |
| 207          | 11        | Student Counsel                   | Denny Lu a Mike Myhre | Josh Haber | 8. června 2019                    |
| 208          | 12        | The Last Crusade                  | Denny Lu a Mike Myhre | Nicole Dubuc | 15. června 2019                   |
| 209          | 13        | Between Dark and Dawn             | Denny Lu a Mike Myhre | Gail Simone | 22. června 2019                   |
| 210          | 14        | The Last Laugh                    | Denny Lu a Mike Myhre | Michael P. Fox a Wil Fox                                                                                                 | 3. srpna 2019                     |
| 211          | 15        | 2, 4, 6, Greaaat                  | Denny Lu a Mike Myhre | Kaita Mpambara | 10. srpna 2019                    |
| 212          | 16        | A Trivial Pursuit                 | Denny Lu a Mike Myhre | Brittany Jo Flores | 17. srpna 2019                    |
| 213          | 17        | The Summer Sun Setback            | Denny Lu a Mike Myhre | Michael Vogel | 24. srpna 2019                    |
| 214          | 18        | She Talks to Angel                | Denny Lu a Mike Myhre | Nick Confalone | 31. srpna 2019                    |
| 215          | 19        | Dragon Dropped                    | Denny Lu a Mike Myhre | Josh Haber | 7. září 2019                      |
| 216          | 20        | A Horse Shoe-In                   | Denny Lu a Mike Myhre | Ariel Shepherd-Oppenheim                                                                                                 | 14. září 2019                     |
| 217          | 21        | Daring Doubt                      | Denny Lu a Mike Myhre | Nicole Dubuc | 21. září 2019                     |
| 218          | 22        | Growing Up is Hard to Do          | Denny Lu a Mike Myhre | Ed Valentine | 28. září 2019                     |
| 219          | 23        | The Big Mac Question              | Denny Lu a Mike Myhre | Josh Haber a Michael Vogel                                                                                               | 5. října 2019                     |
| 220          | 24        | The Ending of the End (Part 1)    | Denny Lu a Mike Myhre | Nicole Dubuc | 12. října 2019                    |
| 221          | 25        | The Ending of the End (Part 2)    | Denny Lu a Mike Myhre | Michael Vogel | 12. října 2019                    |
| 222          | 26        | The Last Problem                  | Denny Lu a Mike Myhre | Josh Haber | 12. října 2019                    |

### My Little Pony: Rainbow Roadtrip(2019)
| Původní název                    | Český název                 | Režie             | Scénář            | Premiéra v USA  | Premiéra v ČR |
| -------------------------------- | --------------------------- | ----------------- | ----------------- | --------------- | ------------- |
| My Little Pony: Rainbow Roadtrip | Můj Malý Pony: Duhový Výlet | Gillian Comerford | Kim Beyer-Johnson | 29. června 2019 | 4. ledna 2020 |